# 파스칼 몽프티

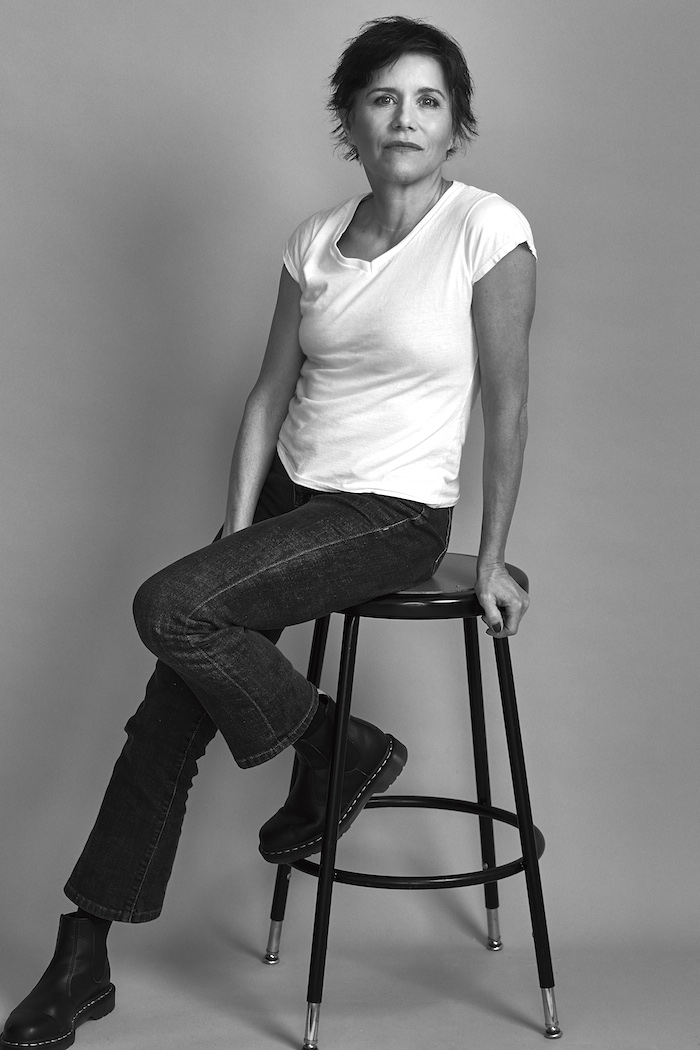

파스칼 몽프티(프랑스어: Pascale Montpetit, 1960년 7월 28일 ~ )는 캐나다의 배우이다.
몬트리올에서 태어났다.

## 영화
- 키스 미 위드 올 유어 러브 (2016년)
- 더 세이버 (2015년)
- 스테이 (2013년)
- 보네르 어 토스 (2012년) - 모니크 역
- 더 걸 인 더 화이트 코트 (2011년) - 엘리스 역
- 어리석은 침묵 (2010년)
- 샹플랭의 기억 속으로 (2008년)
- 파란 행성의 난민들 (2006년)
- 마지막 목소리 (2002년)
- 더러운 전쟁 (2001년)
- 스트릿하트 (1998년)
- 엘도라도 (1995년)